# 達烏德·庫塔
達烏德·庫塔（Daoud Kuttab，1955年4月1日—）是一位擁有美國國籍的巴勒斯坦記者，是以色列政府和巴勒斯坦民族權力機構的新聞審查制度的反對者之一。

## 生平
庫塔於1955年4月1日於伯利恆出生。於1980年，庫塔於巴勒斯坦英語週報《晨禮》（Al-Fajr ）開始其記者生涯。在未來的七年內，他被擢晉為特別編輯，再升任執行總編。於1987年，庫塔離開《晨禮》，並加入另一份總部設於東耶路撒冷的阿拉伯語日報《聖城》（Al-Quds）。他亦為《耶路撒冷邮报》。在此期間，庫塔成為了首個獲前以色列總理伊扎克·拉宾、前以色列總統希蒙·佩雷斯及一些以色列領導人訪問的巴勒斯坦人。
庫塔是以色列政府和巴勒斯坦民族權力機構的新聞審查制度的反對者之一。庫塔有好幾次因參與反對以色列新聞審查制度遊行而被以色列政府逮捕和搜查。於1994年，庫塔帶領記者抗議巴勒斯坦民族權力機構禁止日報《納哈爾》（Al-Nahar）的行動。《聖城》隨後獲巴勒斯坦民族權力機構主席亞西爾·阿拉法特命令解僱庫塔。儘管如此，庫塔仍然繼續其記者職業，並為包括《每日電訊報》、《国际先驱论坛报》、《洛杉磯時報》、《紐約時報》、以及《華盛頓郵報》等報紙工作。於1996年4月，庫塔創立了在線雜誌《阿拉伯媒體互聯網絡》，並為巴勒斯坦人提供未經審查的新聞資訊。
於1997年5月，阿拉法特政府在沒有提出控訴的情況下把庫塔拘留，並指出庫塔因現場直播巴勒斯坦立法委員會會議而被捕。一個星期後，阿拉法特政府因當地和國際壓力而釋放庫塔。

## 獎項和表彰
庫塔曾獲頒多個國際獎項。於1996年，庫塔獲保護記者委員會頒發CPJ国际新闻自由奖。CPJ国际新闻自由奖是一個用作鼓勵在面對攻擊、威脅或監禁時，仍然願意捍衞新聞自由的記者的獎項。於2000年，國際新聞協會把庫塔列為世界新聞自由英雄之一。

## 外部連結
- 官方网站
- AmmanNet, 互聯網廣播電台 （页面存档备份，存于）
- 阿拉伯無線互聯網絡 （页面存档备份，存于）